# Francia en los Juegos Olímpicos de Seúl 1988
Francia estuvo representada en los Juegos Olímpicos de Seúl 1988 por un total de 263 deportistas que compitieron en 23 deportes.  
El portador de la bandera en la ceremonia de apertura fue el esgrimidor Philippe Riboud.

## Medallistas
El equipo olímpico francés obtuvo las siguientes medallas:
| Nombre | Deporte    | Competición          |
| --- | ---------- | -------------------- |
| Oro |            |                      |
| Jean-François Lamour                                                                                      | Esgrima    | Sable ind. M         |
| Frédéric Delpla Jean-Michel Henry Olivier Lenglet Philippe Riboud Éric Srecki                             | Esgrima    | Espada por eqs. M    |
| Pierre Durand (Jappeloup)                                                                                 | Hípica     | Saltos ind.          |
| Marc Alexandre                                                                                            | Judo       | –71 kg M             |
| Nicolas Hénard Jean-Yves Le Déroff                                                                        | Vela       | Tornado M            |
| Thierry Peponnet Luc Pillot                                                                               | Vela       | 470 M                |
| Plata |            |                      |
| Laurent Boudouani                                                                                         | Boxeo      | Wélter (67 kg) M     |
| Philippe Riboud                                                                                           | Esgrima    | Espada ind. M        |
| Margit Otto-Crépin (Corlandus)                                                                            | Hípica     | Doma ind.            |
| Nicolas Berthelot                                                                                         | Tiro       | Rifle de aire 10 m M |
| Bronce |            |                      |
| Bruno Marie-Rose Max Morinière Gilles Quénéhervé Daniel Sangouma                                          | Atletismo  | 4 × 100 m M          |
| Hubert Bourdy (Morgat) Frédéric Cottier (Flambeau C) Michel Robert (La Fayette) Pierre Durand (Jappeloup) | Hípica     | Saltos por eqs.      |
| Bruno Carabetta                                                                                           | Judo       | –65 kg M             |
| Stéphan Caron                                                                                             | Natación   | 100 m libre M        |
| Catherine Plewinski                                                                                       | Natación   | 100 m libre F        |
| Joël Bettin Philippe Renaud                                                                               | Piragüismo | C2 500 m M           |